# Orthèse plantaire
 (décembre 2019).
Si vous disposez d'ouvrages ou d'articles de référence ou si vous connaissez des sites web de qualité traitant du thème abordé ici, merci de compléter l'article en donnant les références utiles à sa vérifiabilité et en les liant à la section « Notes et références ».
L'orthèse plantaire est un type de semelle orthopédique destiné à corriger certaines affections du pied (pieds plats ou creux, hallux valgus…).

## Historique
La construction d'orthèses plantaires nécessite l'aide de techniques précises ainsi que plusieurs outils numériques. 
Les orthèses plantaire peuvent être très résistantes et durer jusqu'à 10 ans.